# Pan meino
Il pan meino (o pan de mej in lombardo, letteralmente "pane di miglio"), è un dolce tipico lombardo, diffuso specialmente nelle province di Milano, Monza, Lodi, Lecco e Como. Si tratta di una piccola focaccia dolce aromatizzata ai fiori di sambuco.

## Storia e descrizione
Vi sono due leggende circa la nascita di questo dolce: la prima narra che il pan meino fu inventato nella prima metà del XIV secolo dagli abitanti delle campagne milanesi per festeggiare la sconfitta dei briganti allora presenti per le campagne milanesi ad opera di Luchino Visconti. La seconda descrive il dolce come l'accompagnamento alle tazze di panna un tempo offerte dai lattai nel giorno di San Giorgio, loro protettore, il 23 aprile. In questo giorno è tradizione preparare il Pan de mej, in italiano pan meino.
La ricetta del dolce prevede farina gialla mischiata a farina bianca con uova, latte, panna, burro, zucchero e soprattutto fiori di sambuco che conferiscono il particolare aroma alla preparazione. Al tutto viene data una forma circolare schiacciata per passare quindi alla cottura.